# Aleksej Aleksandrovič Šahmatov
Aleksej Aleksandrovič Šahmatov [alekséj aleksándrovič šahmátov] (rusko Алексе́й Алекса́ндрович Ша́хматов), ruski filolog, jezikoslovec, slavist in zgodovinar, * 17. junij (5. junij, ruski koledar) 1864, Narva, Ruski imperij (sedaj Estonija), † 16. avgust 1920, Petrograd, Sovjetska zveza (sedaj Sankt Peterburg, Rusija).
Šahmatov velja za enega od ustanoviteljev zgodovinskega raziskovanja ruščine, staroruskega letopisja in književnosti, ter ustanovitelja tekstologije. Leta 1908 je objavil pionirsko tekstološko analizo letopisa Zgodovina minulih let. Leta 1917 je pripravil zadnjo prenovo ruskega pravopisa.
1. ↑  Литераторы Санкт-Петербурга. ХХ век
2. ↑  Педагоги и психологи мира — 2012.
3. 1 2 3  Шахматов Алексей Александрович // Большая советская энциклопедия: [в 30 т.] — 3-е изд. — Moskva: Советская энциклопедия, 1969.
4. ↑  Brockhaus Enzyklopädie